# ヴィトゥス・フオンダー
ヴィトゥス・フオンダー (Vitus Huonder、1942年4月21日 - 2024年4月3日）は、スイスのカトリック教会の高位聖職者であり、2007年から2019年まで クール司教区の司教を務めた。

## 生涯
ヴィトゥス・フオンダーは1942年4月21日にトゥルンで生まれた。彼は聖アンセルムス教皇庁アテネウムおよびフリブール大学で学び、licentiate in theology を取得した。彼は1971年9月25日に クール (Chur) 司教区の司祭に叙階され、その後研究を続け、フリブールで神学の博士号を取得した。彼は1998年にクールの総代理に就任した。
教皇ベネディクト16世は2007年7月8日に彼をクールの司教に任命した。彼は2007年9月8日に前任者である Amédée Grab 司教から司教聖別を受けた。彼は正統なカトリック教義を強力かつ妥協のない言葉で再確認したため、彼の在任期間は一部の人たちにとって物議を醸した。
教皇フランシスコは2019年5月20日付でフオンダーの辞任を受理した。その後、フオンダーは教皇の許可を得て、聖ピオ十世会の家で隠居生活を過ごすことを選択し、そこで静かで祈りに満ちた生活を送り、トリエント・ミサを執行し、聖伝のために働くつもりであった。彼は聖ピオ十世会 (SSPX) の活性化こそが教会を回復する唯一の手段であると考えていた。
2024年4月3日にヴァングスで死去。

## 参照
1. 1 2  "Rinunce e Nomine, 08.07.2007" (Press release) (イタリア語). Holy See Press Office. 8 July 2007. 2021年2月15日閲覧。
2. ↑  “‘Death to gays’ Bishop of Chur retires”. Swiss Info. (2019年5月20日) 2021年2月15日閲覧。
3. ↑  “Retired Swiss bishop to live in SSPX home”. La Croix International. (2019年5月22日) 2021年2月15日閲覧。
4. ↑  "Resignations and Appointments, 20.05.2019" (Press release). Holy See Press Office. 20 May 2019. 2021年2月15日閲覧。
5. ↑  “Joint communiqué of Bishop Huonder and Father Pagliarani” (英語). FSSPX.Actualités / FSSPX.News (2019年5月20日). 2020年2月8日閲覧。
6. ↑  “Bischof Vitus Huonder ist verstorben. Bitte um Ihr Gebet”. FSSPX. 2024年4月3日閲覧。